# Gentianopsis barbellata
Gentianopsis barbellata là một loài thực vật có hoa trong họ Long đởm. Loài này được (Engelm.) H.H.Iltis mô tả khoa học đầu tiên năm 1965.